# Lappula barbata
Lappula barbata är en strävbladig växtart. Lappula barbata ingår i släktet piggfrön, och familjen strävbladiga växter.

## Underarter
Arten delas in i följande underarter:
- L. b. aragonense
- L. b. barbata
- L. b. cariensis